# 11 الدب الأصغر b
11 الدب الأصغر b هو كوكب خارج المجموعة الشمسية هائل يدور حول النجم 11 الدب الأصغر. يقع الكوكب على بعد يقدر بنحو 390 سنة ضوئية (122 فرسخ فلكي) في كوكبة الدب الأصغر. لهذا الكوكب لديه كتلة تعادل 10.5 MJ. ومع ذلك، وبما أن الكتلة في حدها الأدنى وبما أن ميل الكوكب غير معروف فأن الكتلة الفعلية غير معروفة. و قد يكون هذا الكوكب في الواقع قزم بني إذا كتلتة الفعلية أكثر من 13 MJ. يستغرق الكوكب 17 شهرا في مدارة حول النجم عند متوسط مسافة قدرها 1.54 وحدة فلكية في مدار دائري. وقد اكتشاف هذا الكوكب بطريقة قياس السرعة الشعاعية في 12 أغسطس 2009.

## وصلات خارجية
- موسوعة الكواكب خارج المجموعة الشمسية